# محاولات اغتيال حامد كرزاي

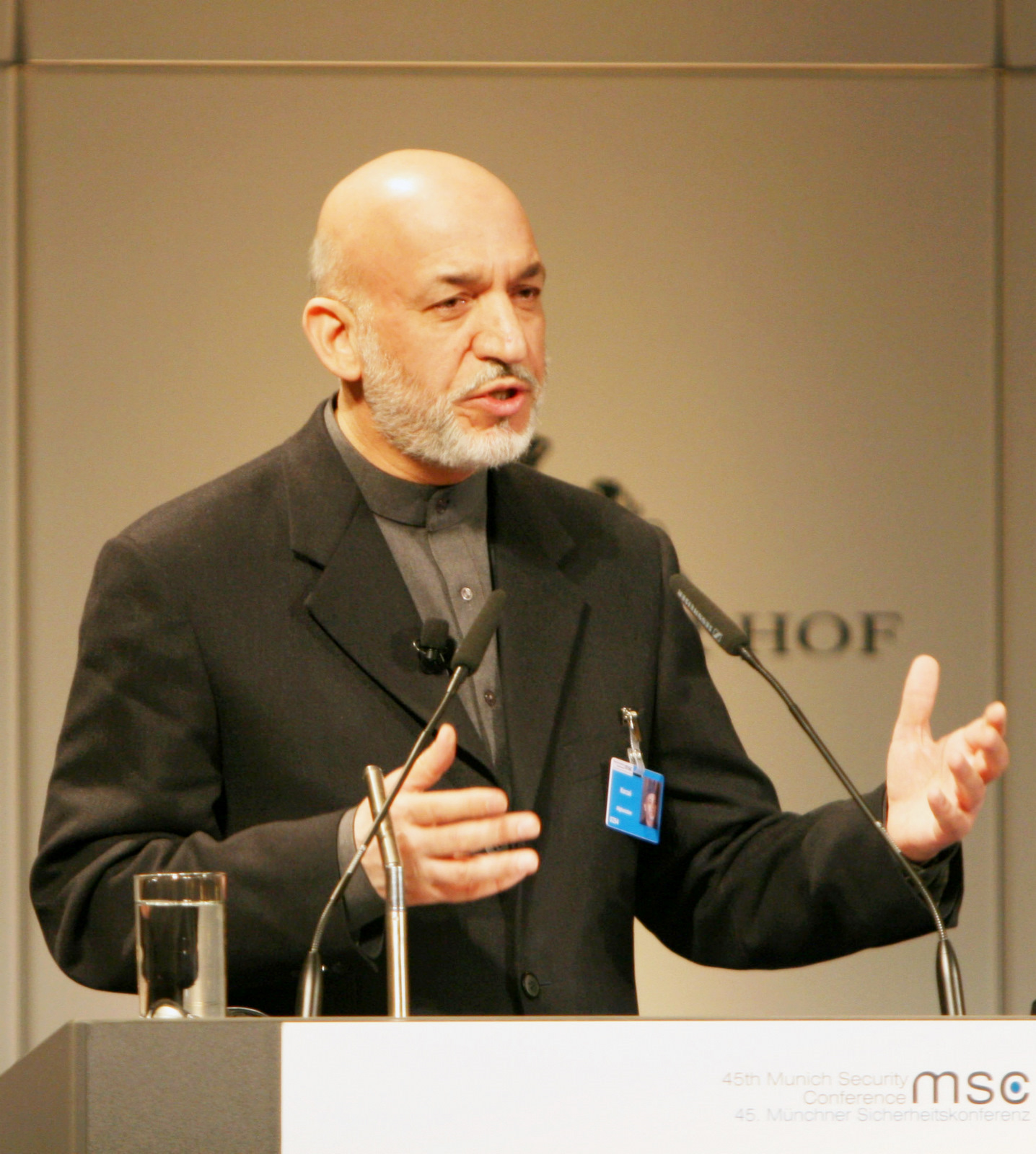
حامد كرزاي في مؤتمر ميونخ للأمن في عام 2009

حامد كرزاي، الرئيس الثاني عشر لأفغانستان، تعرض لعدة محاولات اغتيال فاشلة بعد أن أصبح زعيمًا لأفغانستان في 20 ديسمبر 2001.

## محاولات ومخططات الاغتيال

### سبتمبر 2002
في الخامس من سبتمبر 2002، انحنى أحد المارة الشباب ليقول شيئاً لحميد كرزاي، الذي كان يجلس في مؤخرة سيارة تويوتا لاند كروزر، وفجأة بدأت القوات الخاصة الأمريكية المكلفة بحماية كرزاي في إطلاق النار على المارة. وكان القتلى في إطلاق النار مدنيان وأحد أفراد الأمن التابعين لجول غل أغا شيرزي. أما الأميركيون فقد قدموا رواية مختلفة، زاعمين أن الأمر كان محاولة اغتيال لكرزاي وأن أحد أفرادها أصيب.

### سبتمبر 2004
في السادس عشر من سبتمبر 2004، أخطأ صاروخ المروحية التي كان كرزاي يستقلها أثناء توجهه إلى غرديز. وعادت المروحية، وهي من طراز شينوك الأمريكية، إلى كابول. وقال مسؤولون حكوميون إن الصاروخ سقط على بعد ميل تقريبًا من المروحية وتساءلوا عما إذا كانت محاولة اغتيال. واعتقد بعض الموجودين في مكان الحادث أن الانفجار كان احتفاليًا. وأفادت تقارير تلفزيونية أن الشرطة الأفغانية اعتقلت ثلاثة أشخاص في غارديز فيما يتعلق بالهجوم.

### يونيو 2007
حاولت حركة طالبان اغتيال كرزاي في غزنة حيث كان كرزاي يلقي خطابًا أمام شيوخ العشائر. أطلقت حركة طالبان ما يقرب من 12 صاروخًا، سقط بعضها على بعد 220 يارد (200 م) من الحشد. لم يُصب كرزاي بأذى في الحادث وتم نقله بعيدًا عن الموقع بعد الانتهاء من خطابه.

### أبريل 2008
في 27 أبريل 2008، استخدم المتمردون، الذين ورد أنهم من شبكة حقاني، أسلحة أوتوماتيكية وقذائف صاروخية لمهاجمة عرض عسكري كان يحضره كرزاي في كابول. أثناء النشيد الوطني، أطلق ثلاثة مهاجمين من طالبان النار. تم قطع التغطية التلفزيونية المباشرة للحدث بعد ذلك بوقت قصير. لم يصب كرزاي بأذى، لكن قُتل ثلاثة أشخاص على الأقل، بمن فيهم عضو البرلمان فاضل رحمن سمكناي، وفتاة تبلغ من العمر عشر سنوات، وناصر أحمد لطيفي، زعيم الأقلية، وعشرة مصابين. وكان من بين الحاضرين الآخرين وزراء الحكومة والقادة السابقين والدبلوماسيين وكبار القادة العسكريين، الذين تجمعوا جميعًا لإحياء الذكرى السادسة عشرة لسقوط الحكومة الشيوعية الأفغانية في أيدي المجاهدين.
وردًا على الهجوم الذي وقع أثناء الاحتفال، قالت الأمم المتحدة إن المهاجمين «أظهروا عدم احترامهم التام لتاريخ وشعب أفغانستان». وأعلن المتحدث باسم طالبان ذبيح الله مجاهد مسؤوليته عن الهجوم، قائلًا: «أطلقنا صواريخ على مكان الاحتفال». وتابع قائلًا إن ستة من طالبان كانوا في مكان الحادث وأن ثلاثة منهم قُتلوا. وقال مجاهد عندما سُئل عما إذا كانت النية هي قتل كرزاي: «لم يكن هدفنا إصابة شخص بشكل مباشر. أردنا فقط أن نظهر للعالم أننا نستطيع الهجوم في أي مكان نريده». تشير قدرة المهاجمين على الاقتراب من كرزاي إلى أنهم حصلوا على مساعدة من الداخل. وأكد وزير الدفاع ورداك أن نقيبًا في الشرطة كان مرتبطًا بالمجموعة التي تقف وراء محاولة الاغتيال وأن ضابطًا في الجيش زود بالأسلحة والذخيرة المستخدمة في الهجوم.

### أكتوبر 2011
وفي أكتوبر 2011، وبينما كان كرزاي يزور الهند لتوقيع اتفاقية استراتيجية مهمة مع مانموهان سينغ، ألقت عناصر المديرية الوطنية للأمن القبض على ستة أشخاص في كابول بتهمة التخطيط لاغتيال كرزاي. وكان من بين المتورطين في مخطط الاغتيال أربعة طلاب من جامعة كابول والأستاذ الدكتور أيمال حبيب، بما في ذلك أحد حراس كرزاي الشخصيين.

### يونيو 2013
في 25 يونيو 2013، تمكن ثمانية مقاتلين من طالبان من الحصول على تصريحين أمنيين داخل منطقة شاش داراك في كابول، حيث يقع القصر الرئاسي الأفغاني، وبدأوا هجومهم. فجّروا عدة قنابل انتحارية تسببت في 14 انفجارًا مختلفًا عند البوابة الشرقية للقصر، واشتبكوا في تبادل إطلاق نار مكثف مع حراس أمن القصر.[بحاجة لمصدر] وقع الهجوم بالقرب من المكان الذي كان الصحفيون يستعدون فيه داخل بوابات القصر لحضور حدث صحفي حيث كان من المقرر أن يخاطب كرزاي الصحافة. كرزاي، الذي كان داخل القصر في ذلك الوقت، لم يصب بأذى. أسفرت الانفجارات وتبادل إطلاق النار عن مقتل ثلاثة حراس أمن أفغان وجميع مقاتلي طالبان.